# Читъцуя
Читъцуя (на румънски: Mănăstirea Cetăţuia) е православен манастир, построен на един от седемте хълма на град Яш, Румъния - Читъцуя, откъдето произлиза и името му. Обявен е за исторически паметник на страната.
Манастирът е изграден по заповед на княз Георги II Дука през 1669 - 1672 г. По това време Яш е столица на Молдова, а Дука за втори път е избран за владетел на княжеството. Дотогава на това място има гора и овощни градини. Князът съгражда манастира като комфортно място за почивка с едноетажна резиденция снабдена с турска баня, но едновременно и като укрепено отбранително съоръжение с кули по външните стени. Зад стените са предвидени монашески килии, кухненски помещения, винарна като целият ансамбъл е добре запазен. Съхранените документи сочат, че строежът на стените, камбанарията, бастионите приключва още на 10 юни 1670 г., но самото освещаване става чак през 1672.
От архитектурна гледна точка специалистите определят Читъцуя като копие на манастира Св. Трима светители, построен от Василий Лупу само три десетилетия по-рано. В манастирската църква е погребан Георги Дука заедно с други членове на семейството му - дъщеря му Мария починала на 13 септември 1672 г., неговия брат Саул и племенника му Йонита. Самият Дука умира през 1685 г. в изгнание в Лвов, където е изпратен от поляците, но синът му Константин Дука пренася тленните му останки и ги препогребва в манастирската църква.
През 1682 г. църквата става печатарска работилница, в която са отпечатани много книги на религиозна тематика, предназначени за църквите в Ориента.
Днес в княжеската резиденция има музей с колекция от дървени и сребърни икони, книги със сребърен обков, бродерии, свещници, кръстове и др. Манастирът се посещава от много туристи, които освен от историята на мястото са запленени и от прекрасната панорама, която се открива от хълма към град Яш. Манастирският празник е всяка година на 29 юни, денят на светите апостоли Петър и Павел.